# Piz Zupò
De Piz Zupò is een 3996 meter hoge berg op de grens van het Zwitserse kanton Graubünden en de Italiaanse provincie Sondrio. Het is de op een na hoogste top van het Berninamassief dat tot de Rätische Alpen behoort.
De berg ligt ten zuiden van de Piz Bernina (4049 m), tussen de Piz Argient (3945 m) en de Bellavista (3922 m). Op de noordflank van de Piz Zupò ligt de immense Morteratschgletscher, die goed zichtbaar is vanaf de Berninapasweg.
Uitgangspunten voor de beklimming van de berg zijn de Zwitserse berghutten Chamanna da Tschierva (2584 m) en de Chamanna da Diavolezza (2973 m) die met een kabelbaan te bereiken is vanaf Bernina Suot.